# Royal Philharmonic Orchestra

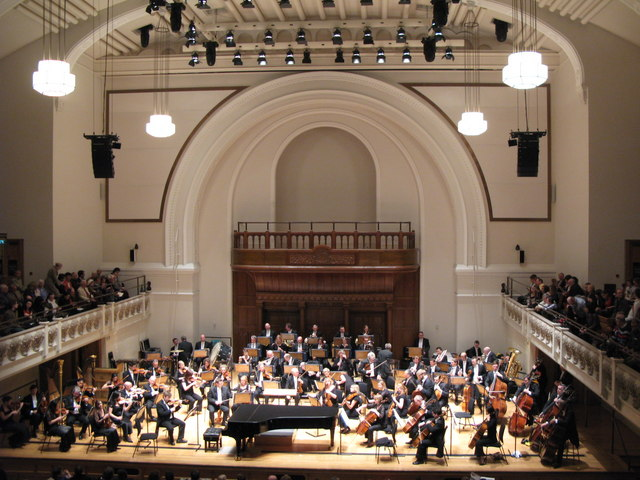
Royal Philharmonic Orchestra v domovské koncertní síni Cadogan Hall v Londýně

Royal Philharmonic Orchestra (RPO) je britský symfonický orchestr se sídlem v Londýně. Někdy je označován za britský národní orchestr.

## Historie
Orchestr založil sir Thomas Beecham v roce 1946 poté, když se vrátil do Anglie po skončení 2. světové války. (V roce 1932 založil London Philharmonic Orchestra, LPO.) První koncert byl uspořádán v Croydonu 15. září téhož roku. Beecham byl šéfdirigentem orchestru až do své smrti v roce 1961.

## Šéfdirigenti
- Thomas Beecham (1946–1961)
- Rudolf Kempe (1961–1975)
- Antal Doráti (1975–1979)
- Walter Weller (1980–1985)
- André Previn (1985–1987)
- Vladimir Ashkenazy (1987–1992)
- Jurij Temirkanov (1992–1996)
- Daniele Gatti (1996–2009)
- Charles Dutoit (2009–2018)
- Vasilij Petrenko (od 2021)